# Cerro Zapaleri
Cerro Zapaleri è un vulcanto estinto, alto 5653 metri, situato nell'America meridionale, in un ramo della Cordigliera delle Ande.
Caratteristica peculiare del monte è il fatto che costituisce un punto di triplice frontiera tra Argentina (Provincia di Jujuy), Bolivia (Dipartimento di Potosí) e Cile (Regione di Antofagasta).